# Criseida de Macedonia
Criseida (en griego antiguo Χρυσηίς, transliterado en Chryseìs; ... – III a. C.) fue la cuarta y última esposa del rey de Macedonia, Demetrio II Etolico, y madre de Filipo V.

## Biografía
Según el testimonio de Eusebio, el rey de Macedonia, Demetrio II tomó como esposa a una prisionera de guerra, de nombre Criseida, de la cual, tuvo al futuro rey, Filipo V.
Esta esclava, probablemente natural de Tesalia, es identificada por el historiador William Woodthorpe Tarn como Ftía, hija del rey de Epiro, Alejandro II, y tercera esposa de Demetrio II,
La filóloga Elizabeth Donnelly Carney se inclina por la hipótesis de que la hija del rey de Epiro, y la prisionera de guerra, fueron dos personas, ya que ninguna fuente primaria asocia los nombres de Ftía y Criseida, y además, el hábito de cambiar el nombre de la esposa en la dinastía real no estaba ya en uso en tiempo de Demetrio II.
A la muerte de Demetrio (229 a. C.), su primo, Antígono Dosón se casó con Criseida, y adoptó a su hijo, Filipo V, subiendo al trono como regente y tutor del niño, que entonces tenía nueve años. Ocho años después, (221 a. C.), moría Antígono Dosón, dejando el trono a Filipo V.